# Der alte Zauberer und seine Kinder

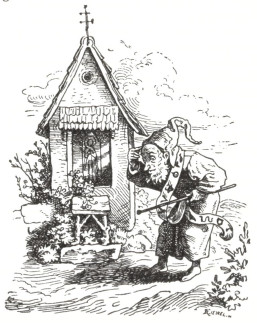
Holzschnitt von Ludwig Richter

Der alte Zauberer und seine Kinder ist ein Märchen (AaTh 325). Es steht in Ludwig Bechsteins Deutsches Märchenbuch an Stelle 10 (1845 Nr. 9) und basiert auf Der Zauberer in Anton Wilhelm von Zuccalmaglios und Andreas Kretzschmers Deutsche Volkslieder in ihren Originalweisen von 1840 (Nr. 77).

## Inhalt
Ein Zauberer hält zwei Kinder gefangen und will sie später zum Teufel geben. Geht er aus, so versteckt er das Zauberbuch, der Bub liest dennoch darin. Sie fliehen, als der Zauberer früh aus ist. Als er sie einholt, verwandelt der Bub sich und seine Schwester in einen Teich und einen Fisch. Der Böse holt Netze, doch das nächste Mal sind sie eine Kapelle mit Altarbild. Er kann nicht hinein und holt Feuer. Dann sind sie eine Tenne mit einem Korn. Der Zauberer wird zum Hahn, um es aufzupicken, der Bub beißt ihm als Fuchs den Kopf ab.

## Herkunft

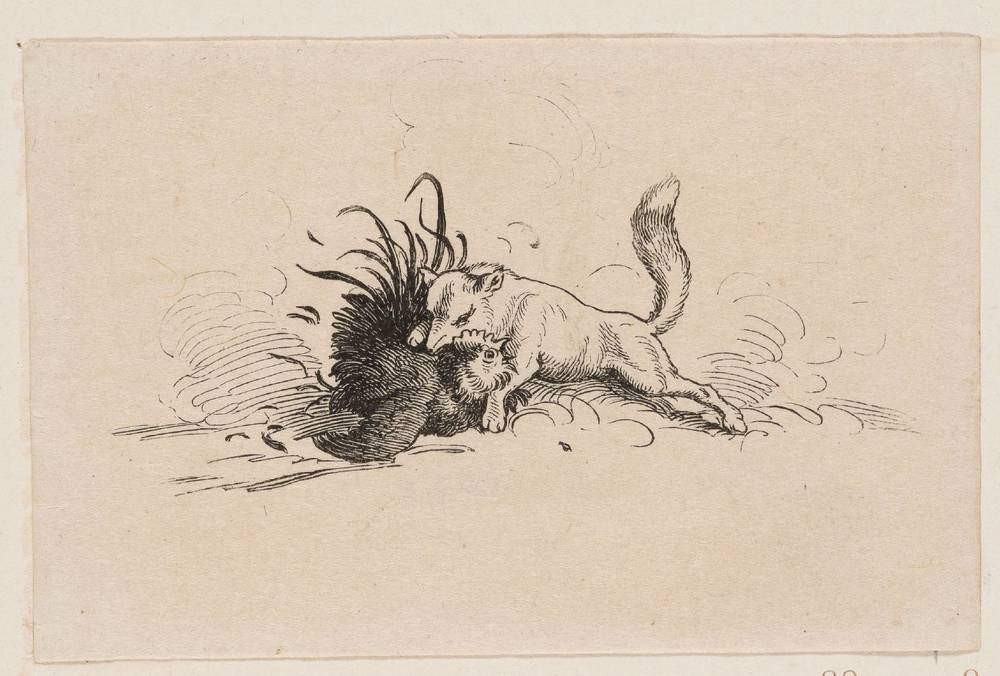
Holzschnitt von Ludwig Richter

Bechstein vermerkt: „Nach einem Volkslied“. Das Nußzweiglein sei etwas verwandt. Quelle ist das Lied Der Zauberer in Zuccalmaglios und Kretzschmers Deutsche Volkslieder in ihren Originalweisen. Das Lied hat 14 fünfzeilige Strophen im Paarreim, mit dem letzten Vers jeweils „O höchster Gott im Himmelreich!“. Der Vater, „ein gottloser Bub’“, schwor die Kinder dem Teufel zu, die darum in des Zauberers Höhle leben. Die Handlung ist dann gleich.

## Vergleiche
Bechsteins Der Zauberwettkampf, Die Hexe und die Königskinder und Vom Knaben, der das Hexen lernen wollte sind thematisch ähnlich.
Siegfried Wagners Oper An allem ist Hütchen schuld! soll darauf anspielen.